# Kernenergiecentrale Mihama
Kernenergiecentrale Mihama (Japans: 美浜発電所, Mihama hatsudensho) is een kerncentrale in Mihama in de prefectuur Fukui in Japan. De centrale beschikt over 3 reactoren en kan een vermogen van 1666 MW produceren.
Fugen ·
Fukushima I ·
Fukushima II ·
Genkai ·
Hamaoka ·
Higashidōri ·
Ikata ·
JPDR ·
Kashiwazaki-Kariwa ·
Mihama ·
Monju ·
Oi ·
Oma ·
Onagawa ·
Sendai ·
Shika ·
Shimane ·
Takahama ·
Tokai ·
Tomari ·
Tsuruga